# Логнормално разпределение
Логнормалното разпределение е непрекъснатото разпределение на вероятностите на случайна величина, чийто логаритъм има нормално разпределение.
Ако случайната величина X има логнормално разпределение, тогава Y = ln(X) има нормално разпределение. Съответно ако Y има нормално разпределение, тогава експоненциалната функция на Y, X = exp(Y) , има логнормално разпределение. Случайна величина, която има логнормално разпределение, може да има само положителни реални стойности. Логнормалното разпределение е удобно и често използвано за моделиране на различни измервания в науката и техниката.